# Galerie d'art de l'Alberta
La Galerie d'art de l'Alberta (Art Gallery of Alberta ou AGA, anciennement Edmonton Art Gallery) est située dans le centre d'Edmonton dans la province canadienne de l'Alberta. La collection de cette galerie d'art publique comprend plus de 6 000 œuvres dont des peintures anciennes et contemporaines, des sculptures, des installations et des photographies d'artistes canadiens et étrangers. En plus de ces collections permanentes, l'AGA accueille des expositions temporaires et propose des programmes d'éducation
Le bâtiment fut construit en 1968 dans un style brutaliste par Don Bittorf. La galerie a connu une rénovation complète conçue par Randall Stout Architects. La nouvelle galerie a ouvert ses portes le 31 janvier 2010. Les nouveaux espaces rénovés, 7 900 m2, offrent presque le double d'espace d'exposition qu'auparavant, ainsi qu'un restaurant, un théâtre de 150 places assises et un espace consacré à la collection permanente,.